# ピーター・スティール
ピーター・トーマス・ラタイチック（Peter Thomas Ratajczyk、1962年1月4日 - 2010年4月14日）は、アメリカ合衆国の音楽家。ゴシックメタル・バンド、タイプ・オー・ネガティヴの歌手・ベーシスト・作曲家である。

## 来歴
1962年1月4日、ニューヨーク州ブルックリン区のレッドフックでカトリックの家庭に生まれた。父親はポーランド系、母親はスコットランド系アイルランド人だった。ブルックリンのベンソンハーストとブライトンビーチ地区で育った。
1979年、スティールはヘヴィメタル・バンド「フォールアウト」を結成した。1982年、フォールアウト解散後、スティールはスラッシュメタル・バンド「カーニヴォア」を結成した。1987年にカーニヴォアは、解散した。
1989年に幼なじみのジョシュ・シルバー、ケニー・ヒッキー、サル・アブルスカート（後にジョニー・ケリーに交代）と共にバンドを結成した。バンドは当初「Repulsion」という名前を使用していたが、同じ名前のアメリカのグラインドコアバンドとの法的問題のため、1990年に変更しなければならなかった。その後、バンドは「Subzero」という名前を使用した。その後「タイプ・オー・ネガティヴ」という名前で活動する。
2010年4月14日、心不全により死去。